# Gnoma australis
Gnoma australis är en skalbaggsart som beskrevs av Schwarzer 1926. Gnoma australis ingår i släktet Gnoma, och familjen långhorningar. Inga underarter finns listade i Catalogue of Life.